# Oberpfalzturm

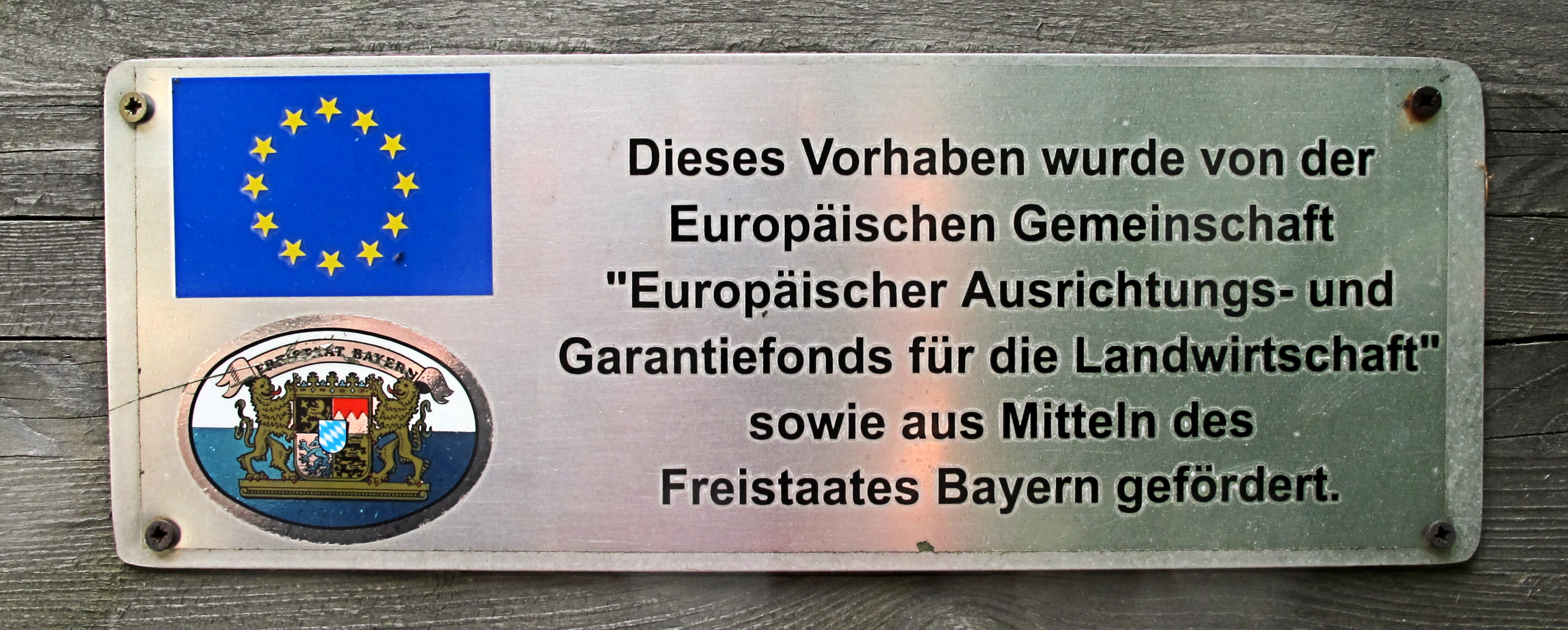
Gebäudeschild

Der Oberpfalzturm ist ein hölzerner Aussichtsturm auf der 946 m ü. NHN hohen Platte, dem höchsten Berg des Steinwaldes und der nördlichen Oberpfalz im bayerischen Landkreis Tirschenreuth.
Es führen 150 Stahlgitterstufen bis zur Aussichtskanzel in 30 m Höhe. Von dort aus ist eine Fernsicht ins Fichtelgebirge, ins Egerland, ins Stiftland und über den Oberpfälzer Wald möglich. In nordöstlicher Richtung ist bei sehr guter Fernsicht, der ca. 86 km entfernte Fichtelberg (Erzgebirge) und in südöstlicher Richtung, der ca. 118 km entfernte Große Arber im Bayerischen Wald zu sehen.

## Geschichte
Der erste massive Aussichtsturm wurde 1971/72 durch den Naturparkverein Steinwald e. V. aus Steinwaldfichten errichtet. Dieser Turm war 26 m hoch und damit niedriger als der heutige Turm.
- 1972 erfolgte in Anwesenheit des damaligen Staatssekretärs Alfred Dick vom Umweltministerium, die Einweihung des Oberpfalzturmes.
- 1989 hatten Regen und Frost fast 20 Jahre empfindlich genagt, Schäden am Fundament mussten beseitigt werden.
- Im Frühjahr 1990 mussten die Stützen und Streben des Oberpfalzturmes mit einem Aufwand von 67.000 DM saniert werden.
- 1991 musste das Fundament wieder ausgebessert werden.
- 1993 stand die Sanierung des Oberpfalzturmes im Vordergrund; einige angemorschte Haupttraghölzer mussten ersetzt werden.
- 1994 wurde eine Unterstellhütte am Oberpfalzturm errichtet.
- 1995 stand die Überprüfung der Standsicherheit des Oberpfalzturmes an.
- Wegen Baufälligkeit musste der alte Oberpfalzturm am 1. April 1998 abgebrochen werden.

Der Ingenieur Ferdinand Lehner aus Tirschenreuth erhielt darauf vom Erbendorfer Bürgermeister Hans Donko den Auftrag, einen neuen Turm zu entwerfen
und zu realisieren.
Am 10. September 2000 wurde der neue Oberpfalzturm eingeweiht. Er ist 35 m hoch und wurde aus Lärchen-Leimschichtholz gebaut. Die Bauträgerschaft hatte die Stadt Erbendorf übernommen, die auch Eigentümerin des Aussichtsturms ist.  Die Baukosten beliefen sich auf ca. 400.000 DM. Zuschüsse gaben die Europäische Union, der Freistaat Bayern, der Landkreis Tirschenreuth und die umliegenden Städte und Gemeinden.

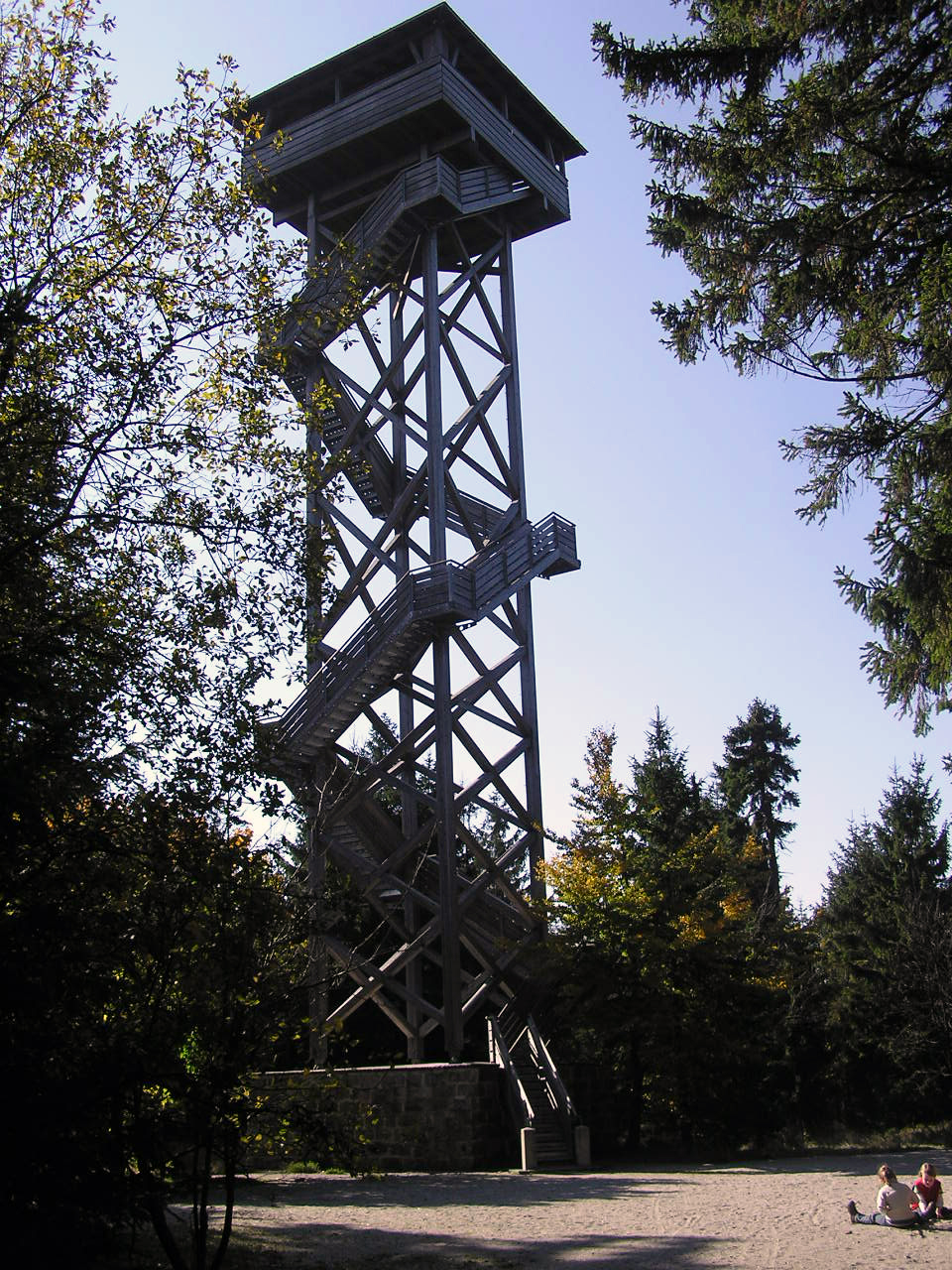
Oberpfalzturm
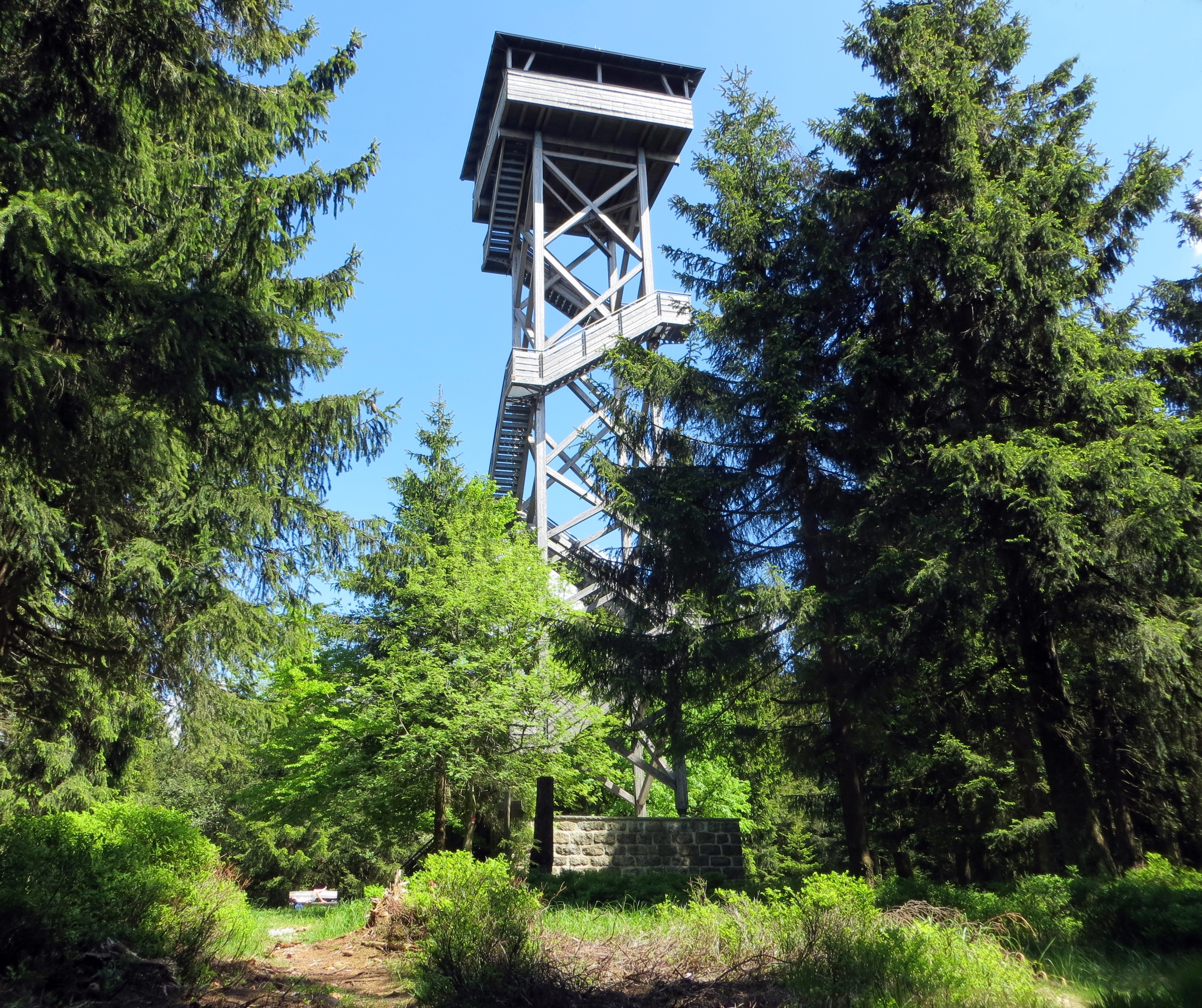
Oberpfalzturm – Westseite (Mai 2017)
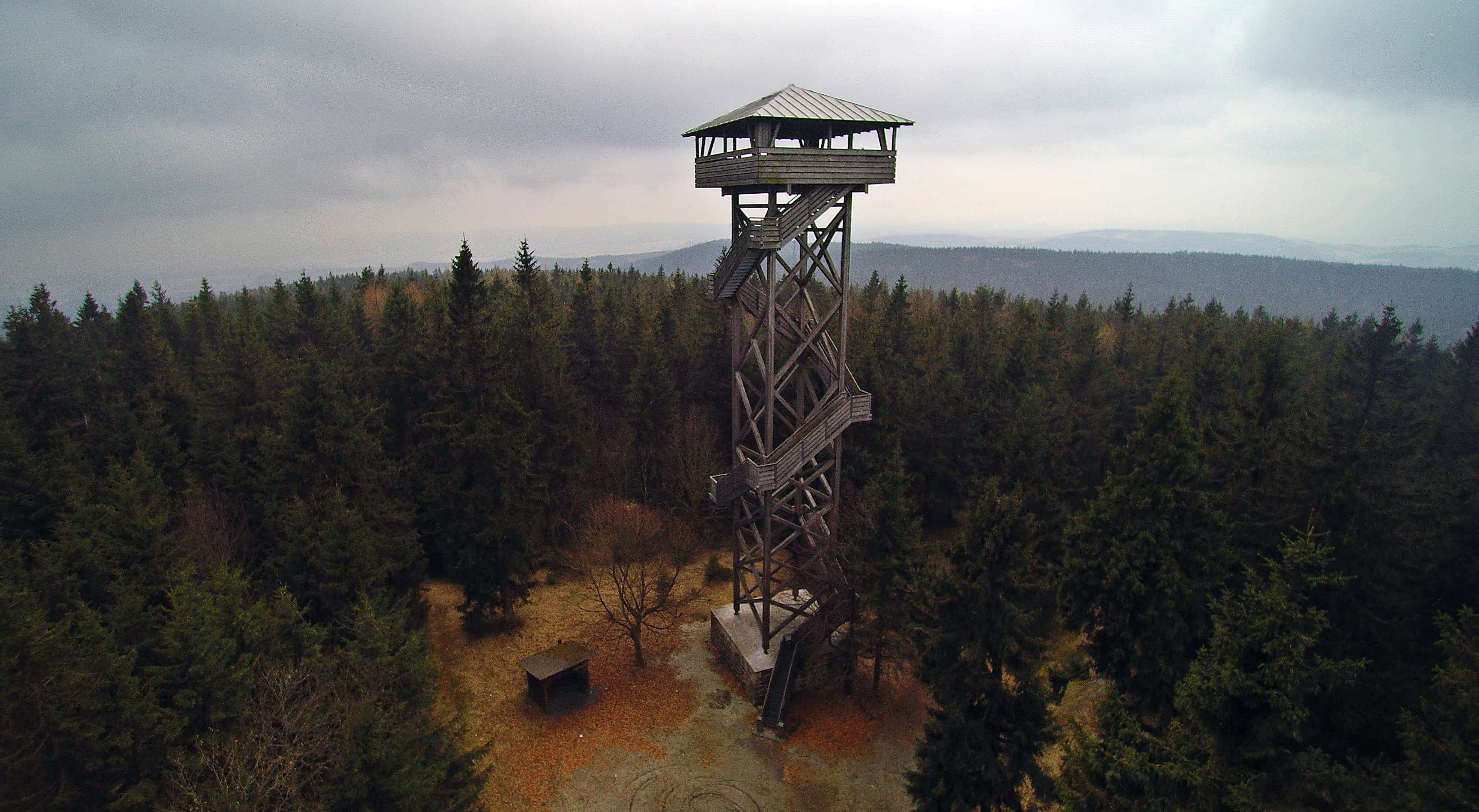
Oberpfalzturm aus der Vogelperspektive